# モラクセラ・オブロンガ
モラクセラ・オブロンガ（Moraxella oblonga）はプロテオバクテリア門ガンマプロテオバクテリア綱シュードモナス目モラクセラ科モラクセラ属の種の一つであり、グラム陰性、カタラーゼおよびオキシダーゼ陽性の真正細菌である。ヒツジの口腔から分離された。アリシエラ属（Alysiella sp. ）の一部の菌株はM. oblongaに移動された。